# Анхела Моліна
Áнхела Моліна Техедóр (ісп. Ángela Molina; нар. 5 жовтня 1955, Мадрид) — іспанська акторка, танцюристка й хореографка. Чотириразова номінантка премії «Гойя», лауреатка премії латиноамериканських критиків за роль Анхели у фільмі "Демони в саду" (найкраща акторка, 1982). У 1986 році стала володаркою премії «Давид ді Донателло» (найкраща акторка, 1986).

## Біографія
Народилася 5 жовтня 1955 в Мадриді. Дочка актора і співака Антоніо Моліни, молодший брат — актор Мігель Моліна. З дитинства вивчала танці, потім навчалася в Мадридській академії драматичного мистецтва.
З 1974 року знімається в кіно у різних країнах Європи. Фільм іспанського режисера Хуліо Каміно «Довгі канікули 36-го» («Las largas vacaciones del 36», 1973) відкрив Анхелі Моліні дорогу в кінематограф, що стала для неї незвичайно вдалою.
Моліна зіграла головну роль в останньому фільмі великого Луїса Бунюеля «Цей смутний об'єкт бажання» («Cetobscur objet du desir», 1977) і саме після цього до неї приходить світова популярність. Зарекомендувала себе як найкраща кіноакторка Іспанії.
Пластичність, вміння створювати другий план, психологічна точність, емоційність і внутрішня стриманість — ці акторські якості здобули любов до Анхела Моліна та глядацької аудиторії, і режисерів. Акторка стала незмінною учасницею фільмів Педро Альмодовара, Мануеля Гутьєрреса Арагона.
Багато і плідно знімається в Італії, де отримала головний кінематографічний приз «Давид Донателло». Неодноразово удостоювалася премії «Гойя».
Анхела Моліна виступає і як співачка, випустила кілька звукових альбомів.

## Фільмографія
- 2013 Анна Кареніна | Anna Karenina (Іспанія, Італія, Литва, Франція) (графиня Вронська)
- 2012 Сталість | Lasting | Nieulotne (Іспанія, Польща) (Олена)
- 2012 Одинадцяте вересня 1683 | September Eleven 1683 | Bitwa pod Wiedniem (Італія, Польща) (Роза Крістофорі)
- 2012 Білосніжка | Snow White | Blancanieves (Іспанія)
- 2011 Згадуючи моїх сумних повій | Memoria de mis putas tristes (Іспанія, Данія, Мексика, США)
- 2009 Розімкнені обійми | Broken Embraces | Abrazos rotos, Los (Іспанія) (мати Лени)
- 2009 Баарія | Baarìa (Італія, Франція) (Саріна)
- 2008 Я не забуду | Io non dimentico (Італія)
- 2008 Щоденники німфоманки | Diary of a Nymphomaniac | Diario de una ninfómana (Іспанія) (Крістіна господиня борделя)
- 2007 Замок в Іспанії | Un château en Espagne (Франція)
- 2007 Гніздо жайворонка | Lark Farm, The | Masseria delle allodole, La (Італія, Франція, Болгарія, Іспанія, Велика Британія) (Ізмін)
- 2006 Ящик | Wooden Box, The | Caja, La (Іспанія)
- 2006 Свята родина | La Sacra famiglia (Італія)
- 2006 Незнайомка | Unknown Woman, The | Sconosciuta, La (Італія, Франція) (Лукреція)
- 2006 Борджіа | Borgia, The | Borgia, Los (Іспанія)
- 2004 Римська імперія: Нерон | Imperium: Nerone | Nerón (Велика Британія, Німеччина, Італія, Туніс) (Доміція)
- 2003 Південніше Гранади | Al sur de Granada (Іспанія)
- 2002 Ніде | Nowhere (Аргентина, Іспанія, Італія) (епізод)
- 2002 Любов, яка тисне … | Piedras (Іспанія)
- 2002 Бійня | Carnages (Бельгія, Іспанія, Франція)
- 2000 Один з голлівудської десятки | One of the Hollywood Ten (Іспанія, Велика Британія)
- 2000 Море | El Mar (Іспанія)
- 1998 Вітром унесення | El Viento se llevó lo qué (Франція)
- 1997 Жива плоть | Live Flesh | Carne trémula (Франція, Іспанія) (Клара)
- 1995 Буравчик | Stalked | Gimlet (Іспанія) (Джулія;головна роль)
- 1992 Жінка під дощем | Woman in the Rain, A (Іспанія)
- 1992 1492: Завоювання раю | 1492: Conquest of Paradise (Велика Британія, США, Франція, Іспанія) :: Беатрис Енрікез
- 1991 Викрадач дітей | Children Thief, The | Voleur d'enfants, (Франція, Італія, Іспанія)
- 1991 Печера Золотої Рози | Cave of the Golden Rose (Італія)
- 1990 Лос-Анджелес | Los Ángeles (Франція)
- 1990 Битва трьох королів | Battle of the Three Kin, The | Batalla de los Tres Reyes, La (Марокко, Іспанія, Італія) (головна роль)
- 1989 Потрібні речі | Las cosas del querer (Іспанія)
- 1989 Ескілаче | Esquilache (Іспанія)
- 1986 Вулиці із золота | Streets of Gold (США)(Олена)
- 1986 Складна історія про жінок, Провулки і злочини | Camorra | Complicato intrigo di donne, vicoli e delitti (Італія) (Аннунзіата;головна роль)
- 1986 Середина неба | Half of Heaven | La mitad del ctelo (Іспанія) (Роза;головна роль)
- 1986 Лола | Lola (Іспанія) (Лола)
- 1985 Кво Вадис | Quo Vadis? (Франція)
- 1985 Залізна рука | Bras de fer (Франція)
- 1985 Вічний вогонь | Fuego eterno (Іспанія)
- 1984 Прекрасна Отеро | Bella Otero, La (Іспанія, Італія, Франція, Югославія) (Кароліна Отеро; головна роль)
- 1983 Промінь або зал ляльок | Bearn | Bearn o la sala de las muñecas (Іспанія)
- 1983 Ця суворе життя | Dies rigorose Leben (Німеччина)
- 1982 Демони в саду | Demons in the Garden | Demonios en el jardín (Іспанія)(Анхела;головна роль)
- 1979 Серце лісу | El Corazón del bosque (Іспанія)
- 1979 Огро | Ogro | Operación Ogro (Іспанія, Італія, Франція)
- 1977 Чорний послід | Camada negra (Іспанія)
- 1977 Чорна зграя (Іспанія)

| Рік  |   | Українська назва                | Оригінальна назва                    | Роль    |
| ---- | - | ------------------------------- | ------------------------------------ | ------- |
| 1976 | ф | La ciutat cremada               | La ciutat cremada                    |         |
| 1976 | ф | Довгі канікули 36-го            | Largas vacaciones del 36             |         |
| 1977 | ф | Цей незрозумілий об'єкт бажання | Cet obscur objet du désir            | Кончіта |
| 1977 | ф | Black Litter                    | Black Litter                         |         |
| 1977 | ф | To an Unknown God               | To an Unknown God                    |         |
| 1978 | ф | Затор — неймовірна історія      | 'L'ingorgo — Una storia impossibile' | Мартина |
| 1978 | ф | The Remains from the Shipwreck  | The Remains from the Shipwreck       |         |
| 1979 | ф | Ogro                            | Ogro                                 |         |
| 1979 | ф | Good News                       | Good News                            |         |
| 1979 | ф | Heart of the Forest             | Heart of the Forest                  |         |
| 1980 | ф | Put on Ice                      | Put on Ice                           |         |
| 1982 | ф | The Eyes                        | The Eyes                             |         |
| 1982 | ф | Demons in the Garden            | Demons in the Garden                 |         |
| 1983 | ф | Dies rigorose Leben             | Dies rigorose Leben                  |         |
| 1985 | ф | Quo Vadis?                      | Quo Vadis?                           |         |
| 1985 | ф | Eternal Fire                    | Eternal Fire                         |         |
| 1986 | ф | Streets of Gold                 | Streets of Gold                      |         |
| 1986 | ф | Camorra                         | Camorra                              |         |
| 1986 | ф | A menyasszony gyönyörű volt     | A menyasszony gyönyörű volt          |         |
| 1986 | ф | Half of Heaven                  | Half of Heaven                       |         |
| 1988 | ф | Світло та тінь                  | Lights and Shadows                   |         |
| 1989 | ф | Esquilache                      | Esquilache                           |         |
| 1990 | ф | Sandino                         | Sandino                              |         |
| 1990 | ф | Битва трьох королів             | The Battle of the Three Kings        |         |
| 1990 | ф | Volevo i pantaloni              | Volevo i pantaloni                   |         |
| 1990 | ф | Angels                          | Angels                               |         |
| 1991 | ф | The Children Thief              | The Children Thief                   |         |
| 1992 | ф | 1492: Завоювання раю            | 1492: Conquest of Paradise           |         |
| 1994 | ф | Con gli occhi chiusi            | Con gli occhi chiusi                 |         |
| 1996 | ф | Edipo Alcalde                   | Edipo Alcalde                        |         |
| 1997 | ф | Жива плоть                      | Live Flesh                           |         |
| 2000 | ф | One of the Hollywood Ten        | One of the Hollywood Ten             |         |
| 2000 | ф | Море                            | The Sea                              |         |
| 2001 | ф | Bad Women                       | Bad Women                            |         |
| 2002 | ф | Carnage                         | Carnage                              |         |
| 2002 | ф | Stones                          | Stones                               |         |
| 2003 | ф | Al sur de Granada               | Al sur de Granada                    |         |
| 2004 | ф | Римська імперія: Нерон          | Nero                                 |         |
| 2006 | ф | Незнайомка                      | The Unknown Woman                    |         |
| 2006 | ф | Борджіа                         | The Borgia                           |         |
| 2007 | ф | La Masseria Delle Allodole      | La Masseria Delle Allodole           |         |
| 2008 | ф | Diary of a Nymphomaniac         | Diary of a Nymphomaniac              |         |
| 2009 | ф | Розірвані обійми                | Broken Embraces                      |         |
| 2009 | ф | Баарія                          | Baarìa                               |         |
| 2009 | ф | Barbarossa                      | Barbarossa                           |         |
| 2010 | ф | Шлях                            | The Way                              |         |
| 2012 | ф | Blancanieves                    | Blancanieves                         |         |
| 2014 | ф | Far from Men                    | Far from Men                         |         |
| 2015 | ф | You Can't Save Yourself Alone   | You Can't Save Yourself Alone        |         |
| 2016 | ф | Tini: The Movie                 | Tini: The Movie                      |         |